# Junot Díaz
Junot Díaz (ur. 31 grudnia 1968 w Villa Juana) – pisarz z Dominikany mieszkający w Stanach Zjednoczonych. 
Jego pierwsza powieść Krótki i niezwykły żywot Oscara Wao została wydana we wrześniu 2007 roku (wyd. polskie Znak, Kraków 2009). W 2008 roku zdobyła Nagrodę Pulitzera dla beletrystyki. Otrzymała także nagrodę im. Johna Sargenta Sr. dla pierwszej powieści. Opowiada o dominikańskim chłopcu dorastającym w New Jersey. Powstawała przez 11 lat. Choć napisana jest po angielsku, zawiera wstawki po hiszpańsku. Junot Díaz opublikował także dwa tomy opowiadań: Topiel (1996, wyd. polskie Prószyński i S-ka, Warszawa 1998) i This Is How You Lose Her (2012) oraz liczne eseje w różnych czasopismach. Otrzymał warte 500.000 $ "stypendium dla geniuszy" MacArthura. W 2013 roku wygrał konkurs na opowiadanie Sunday Timesa i EFG Private Bank i zdobył 30.000 £.
Urodził się w Villa Juana, dzielnicy Santo Domingo, stolicy Dominikany. W grudniu 1974 roku przeniósł się do New Jersey. Mieszka z Marjorie Liu.